# Мбвана Мангьенья, Эрасто Эндрю
Эрасто Эндрю Мбвана Мангьенья (англ. Erasto Andrew Mbwana Mang'enya; 17 апреля 1915 года, дер. Микузи, округ Мухеза, область Танга, подмандатная Танганьика — ?) — танзанийский дипломат и государственный деятель, председатель Национального собрания Танзании (1973—1975).

## Биография
Являлся вождем народа бондеи, продевающего в горном массиве Усамбара на северо-востоке Танзании. Получил образование в нескольких школах в англиканской епархии Занзибара и Танге. Школами, в которых он учился, были Мкузи, Магила, Киванда и, наконец, Педагогическая школа Минаки. В 1937 г. окончил колледж Макерере.
Работал старшим учителем в средней школе Моши. Был одним из первых танзанийцев, получивших университетское образование. В 1938 г. поступил на службу в Департамент образования Танганьики и до 1958 г. работал в нескольких школах. 
В конце 1950-х годов активно участвовал в национальном движении Бондеи, но в то же время сумел успешно приспособиться к танзанийскому национализму, снизив вес этнического компонента.
В конце 1958 года был избран главой округа Мухеза.
В 1960 г. по партийному билету Африканского национального союза Танганьики был избран в Национальное собрание, где стал заместителем председателя.
- 1962—1963 гг. — младший министр в министерстве связи, энергетики и промышленности,
- 1963 г. — переведен в министерство иностранных дел и направлен в Нью-Йорк в качестве главного делегата Танганьики в ООН,
- 1963—1964 гг. — постоянный представитель Танганьики при ООН,
- 1964—1965 гг. — министр общественного развития и национальной культуры,
- 1965—1970 гг. — председатель Постоянной комиссии по расследованиям (омбудсмен) Танзании,
- 1967 г. — визит в скандинавские страны, ГДР и СССР,
- 1970—1972 гг. — председатель апелляционного трибунала по приобретенным помещениям (Acquired Buildings),
- 1972—1973 гг. — вновь Постоянной комиссии по расследованиям (омбудсмен) Танзании,
- 1973—1975 гг. — председатель Национального собрания Танзании.